# 美女と麻雀
『美女と麻雀』（びじょとまーじゃん）は2010年4月15日から2011年2月19日までフジテレビNEXTで放送された麻雀バラエティ番組（全6回）。 

## 概要
2009年に放送されていた『麻雀脳』をリニューアルさせた麻雀バラエティ番組。ゲストと対戦相手の女流プロがヘッドホンを着用して対局するという基本的なルールは、『麻雀脳』を踏襲している。

## 番組内で採用されている麻雀のルール
- 東南戦、クイタン・後付けアリのアリアリルール。
- 途中流局、ダブロン、赤牌は無し。
- ハコシタがあり、トビ終了は無し（『麻雀脳』からの唯一の変更点、#1はハコシタ無しのトビ終了）。
- オーラス時のアガリやめはトップの時に限り有りとし、2位以下では不可。

## ルール
- 番組中、東南戦を2回戦行う。

### 1回戦
ゲストと女流プロ3人が対局
- ゲストは、自分が迷ったときやアドバイスが欲しいときなどに、マスターに質問をすることができる。
- 質問をできるのは1局につき2回まで。
- マスターは、ゲストや女流プロの打ち方で質問したいことがあれば、対局を止めて質問することができる。

### 2回戦
ゲストとマスター（萩原聖人、片山まさゆき）のいずれか、女流プロ2人が対局
- ゲストは一切質問ができなくなる。
- 解説者席にいるマスターからのゲストや対局相手への質問はすることができる。

## トーク
1回戦目と2回戦目の間と、2回戦目の終わりにMCの福山潤とゲストとの麻雀についてのトークコーナーが設けられている。

## 出演者

### マスター
- 萩原聖人
- 片山まさゆき

### MC
- 福山潤

### 女流プロ
- 朝倉かおり
- 北島朋子
- 近藤加那子
- 桜庭史恵
- 吉倉万里
- 吉元彩
- 藤倉美咲

## ゲスト
1. 折原みか
2. デヴィ夫人
3. 及川奈央
4. 熊切あさ美
5. 椿姫彩菜
6. 倉田真由美

## スタッフ
- 企画・編成：竹村大介
- TP：辻本豊
- TD／SW：田原健二
- CAM：和田篤
- LD：中原淳一
- AUD：光家郁夫
- VE：東海林学
- CGオペレート：三品英之
- 音効：松岳宏明
- 美術：内山高太郎
- テーマ曲：滝川靖史
- タイトル：大沼百代
- メイク：小口あづさ
- 技術協力：八峯テレビ、FLT、MTPlunning
- 美術協力：フジアール
- 制作協力：マツオカメカトロニクス、roboinq、MAGMA
- TK：安富弘江
- 演出：田村育
- 総合演出：近藤伸哉
- プロデューサー：金子雅之